# Могиляны (Запорожская область)
Могиляны (укр. Могиляни) — село,
Черниговский поселковый совет,
Черниговский район,
Запорожская область,
Украина.
Код КОАТУУ — 2325555105. Население по переписи 2001 года составляло 273 человека.

## Географическое положение
Село Могиляны находится на левом берегу реки Токмак,
выше по течению на расстоянии в 2 км расположено село Зубов,
ниже по течению на расстоянии в 3 км расположено село Черниговка.
По селу протекает пересыхающий ручей с запрудой.
Рядом проходит железная дорога, станция Платформа 137 км в 2-х км.

## История
- 1785 год — дата основания.